# Radar de contrebatterie
Pour les articles homonymes, voir radar (homonymie).

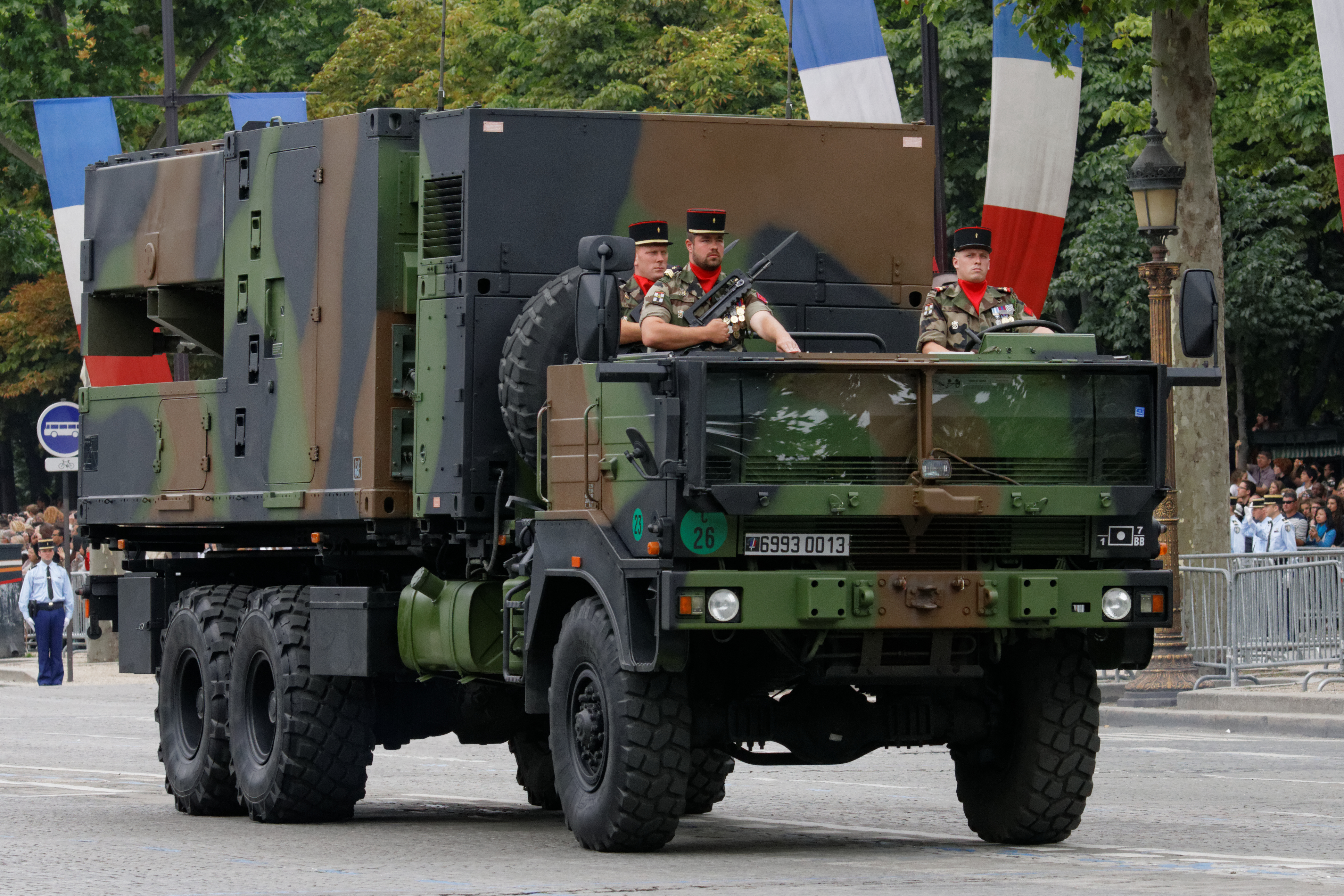
Radar à antenne active de trajectographie COBRA du 1er régiment d'artillerie français.

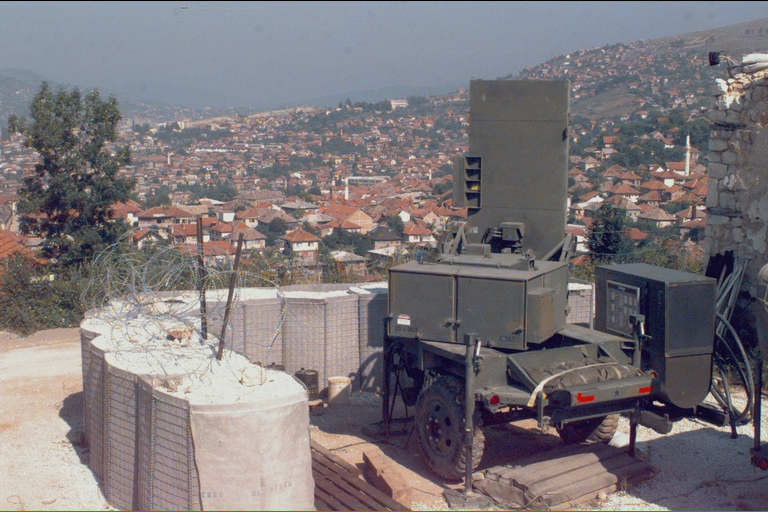
Radar de contrebatterie AN/TPQ-36 Firefinder.

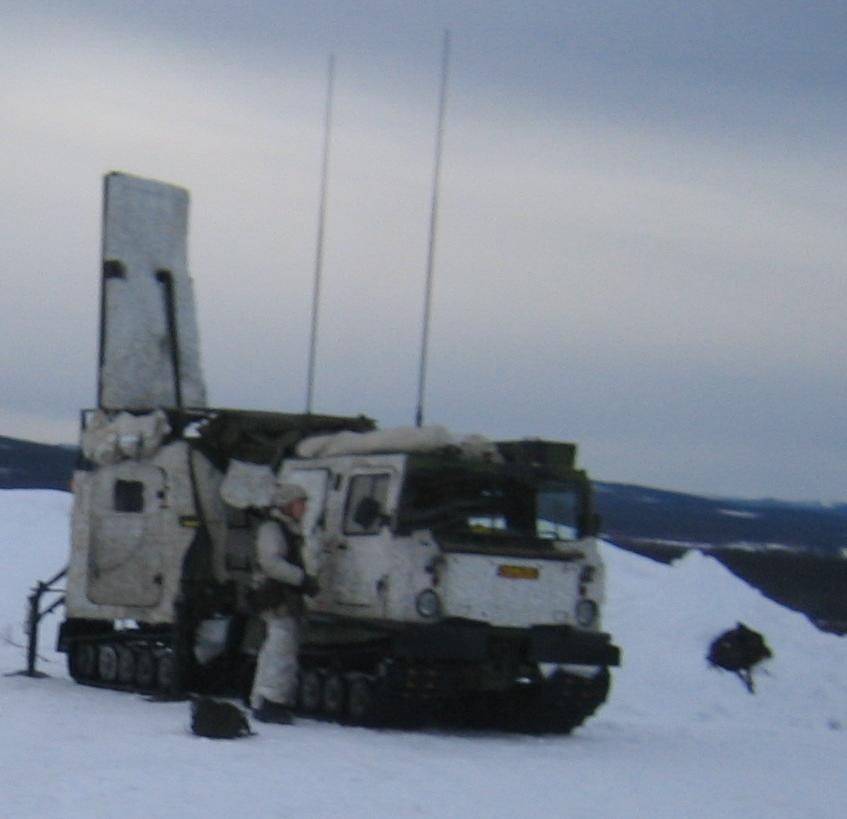
Radar de contrebatterie ARTHUR monté sur véhicule Bandvagn 206.

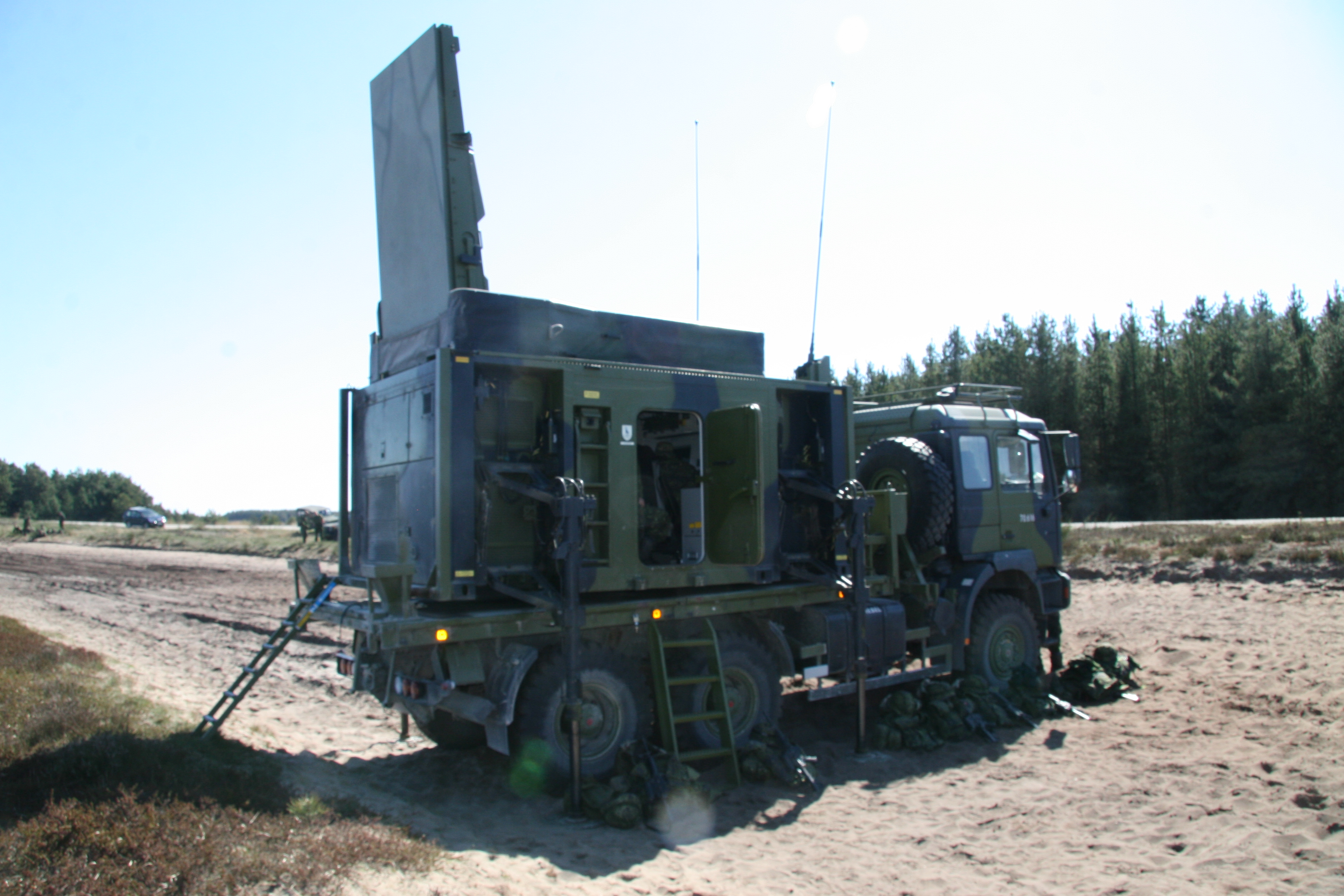
ARTHUR de l'armée danoise

Un radar de contrebatterie ou radar de trajectoire/trajectographie est un radar servant à déterminer le point de départ d'un tir d'artillerie adverse (canons, mortiers ou même lance-roquettes) par calcul de la trajectoire des projectiles afin d'y riposter le plus vite possible en tir de contrebatterie. La position supposée de l'artillerie ennemie est alors affichée sur un écran de situation tactique, en temps réel, dans le poste de commandement qui peut ainsi ajuster le tir de contrebatterie. 
Le RCB peut être couplé à un système de localisation acoustique (également nommé système alerteur d’écoute au son ou de trajectographie passif) qui assurent la permanence de la veille pour l'artillerie, déclenchant le radar au son d'un projectile, afin de n'émettre que le temps strictement nécessaire au calcul de trajectoire afin d'empêcher sa propre localisation par l'ennemi, qui peut alors l'engager à l'avance au moyen d'un missile antiradar.

## Utilisation
Utilisé dans le cadre d'une force internationale d'interposition, le RCB ne laisse aucun doute sur le point de départ de trajectoires meurtrières, crédibilisant ainsi ladite force et son effet dissuasif, puisque réduisant l’impunité et l’anonymat des tirs.
Il existe des systèmes tels que le HALO, associant un détecteur de départ de coup à une station d'analyse météo, qui permettent de détecter et localiser un tir d'artillerie en approchant l'efficacité des radar de contre-batterie (1% d'erreur à 15 km selon le fabricant et selon la météo), et à une distance limitée (20 km pour un canon de 155 mm selon le fabricant et selon la météo),.

## Quelques systèmes de radar de contrebatterie
- AN/MPQ-10A
- AN/TPQ-36 Firefinder radar
- AN/TPQ-37 Firefinder radar (en)
- ARTHUR (radar)
- BEL Weapon Locating Radar (en)
- Red Color (en)
- COBRA (en), de conception franco-germano-anglo-américaine[3], couplé dans l’armée française au système de localisation de l'artillerie par acoustique (SL2A)
- Type 904, associé classiquement aux lanceurs de roquettes, type 905 de surveillance côtière pouvant être couplé aux batteries de lanceurs de roquettes ou aux lanceurs de missiles c802/704, tous deux de fabrication chinoise.
- Zoopark-1, radar de conception russe